# Guatteria grandiflora
Guatteria grandiflora är en kirimojaväxtart som beskrevs av John Donnell Smith. Guatteria grandiflora ingår i släktet Guatteria och familjen kirimojaväxter. Inga underarter finns listade i Catalogue of Life.